# Destacamento de Inteligencia 161
El Destacamento de Inteligencia 161 (Dest Icia 161) fue una unidad de inteligencia del Ejército Argentino con base en Santa Rosa.

## Historia
Durante el terrorismo de Estado en Argentina, el reglamento del Ejército Argentino establecía que las grandes unidades de combate, es decir, las brigadas, podían recibir apoyo de inteligencia mediante destacamentos, compuestos por interrogadores, intérpretes, etc. El Destacamento de Inteligencia 161 fue creado a partir de la Sección de Inteligencia «Santa Rosa» del Destacamento 102.
En octubre de 1975, el general de brigada Roberto Eduardo Viola había dictado la directiva 404/75, que ordenaba los roles a cumplir por las diferentes unidades militares en la autodenominada «lucha contra la subversión». Para la inteligencia, dictó, entre otras cosas,  [sic] «un fluido y permanente intercambio informativo entre las unidades de inteligencia y el Batallón de Inteligencia 601 […]».